# Who Wants To Be A Millionaire-Play It!
Who Wants To Be A Millionaire - Play It! était une attraction basée sur la version américaine du jeu télévisé Qui veut gagner des millions ? diffusée sur ABC, un réseau de chaînes de la Walt Disney Company. L'attraction était présentée à partir de 2001 dans les parcs Disney's Hollywood Studios (alors Disney-MGM Studios) et Disney's California Adventure. Cette dernière ferme en 2004 tandis que celle de Floride ferme en 2006.
Le théâtre de l'attraction était une réplique exacte du plateau de l'émission télévisée. Des sessions de jeux étaient proposées plusieurs fois dans la journée. Chaque session accueillant près de 650 personnes durait 25 min et n'attendait pas que le candidat au centre ait fini la partie pour s'arrêter.

## Un jeu légèrement différent
La version des parcs Disney était légèrement différente de la version télévisée de plusieurs manières :
- Les candidats gagnaient des points et non des dollars. Voici les gains possibles
  - Pour chaque niveau atteint : un pin's collector de Disney.
  - À 1 000 points : une casquette de baseball
  - À 32 000 points : un T-shirt et une casquette
  - À 1 million : un voyage de 4 personnes sur la Disney Cruise Line, un blouson en cuir, un médaillon en or et les gains de 32 000 points. Durant la première année le prix était un voyage pour deux à New York pour assister à l'enregistrement de l'émission.
- Chaque membre du public avait un clavier de réponse. Les 10 rangées de spectateurs étaient identiques. Au début de chaque session, le plus rapide à répondre obtenait le siège central.
- Le candidat central avait un temps limité pour répondre au questions et atteindre chaque niveau. Dans le jeu télévisé le temps n'est pas limité. La pression du candidat est un élément essentiel du divertissement télévisé.
  - 15 secondes pour les 5 premières questions 1 000 points
  - 30 secondes par question pour les 5 suivantes jusqu'à 32 000 points
  - 45 secondes par question pour les 4 suivantes jusqu'à 500 000 points
  - 55 secondes pour la question à 1 million.
- Chaque membre du public peut répondre en même temps que le candidat principal. Il passe alors les niveaux comme le candidat principal. À chaque palier les 10 meilleurs scores du public sont affichés. C'est le meilleur score du public qui remplace le candidat central s'il décide de partir après une mauvaise réponse. Il restera en place jusqu'à la fin du temps de 25 min.
- Les trois jokers sont
  - le 50:50 ce système ne change pas de la version télévisée
  - Demander au public ce système ne change pas de la version télévisée
  - Appeler un parfait étranger ce système nécessite qu'un Cast Member interroge un visiteur du parc en dehors de l'attraction.

Des questions sur les films ou les parcs Disney apparaissaient souvent à partir du premier palier de 1 000 points

## Les attractions
Les deux attractions disposaient du système Disney's FastPass. La version de Californie ayant duré peu de temps, elle proposa le système tout le temps tandis que la version de Floride stoppa avec l'ouverture de Moteurs, Action! en mai 2005.
Cette attraction bénéficie du système FastPass

### Disney-MGM Studios
Elle se situé dans le Soundstage 2 et 3 et faisait partie de l'attraction Inside the magic. Elle ferme en 2006 et est remplacée par Toy Story Mania! en 2008. 
L'attraction avait profité de la cérémonie de 100 ans de magie, en l'honneur de Walt Disney, pour s'ouvrir.
- Ouverture : 7 avril 2001
- Fermeture : 19 août 2006
- Conception : Walt Disney Imagineering
- Capacité : 647 places
- Durée : 25 min
- Type d'attraction : Théâtre interactif circulaire
- Situation : 28° 21′ 22″ N, 81° 33′ 40″ O
- Attractions précédentes
  - Soundstage II et III de l'attraction Inside the Magic
- Attractions suivantes
  - Toy Story Mania! (à partir de 2008)

#### Les éditions spéciales
L'attraction a connu plusieurs déclinaisons principalement lors des Star Wars Weekends et des ESPN The Weekend.
- Star Wars Weekends : Les deux premières sessions de questions du jeu étaient consacrées à l'univers de Star Wars. Greedo était présent à la place du candidat central en début de session et posait les questions en langage extraterrestre rodien. Les jokers étaient renommés "Demande au Conseil Jedi" et "Appeler un Stormtrooper"[réf. nécessaire]
- ESPN The Weekend : Le principe était associé à ESPN et les questions liées au sport.

### Disney California Adventure
Elle fut placée près de l'ancienne attraction Superstar Limo qui ferme quant à elle en 2002. Aujourd'hui le bâtiment est fermé et n'a toujours pas été remplacé par aucune autre attraction.
- Ouverture : 14 septembre 2001
- Fermeture : 20 août 2004
- Conception : Walt Disney Imagineering
- Capacité : 647 places
- Durée : 25 min
- Type d'attraction : Théâtre interactif circulaire
- Situation : 33° 48′ 30″ N, 117° 55′ 04″ O